# Ню Лебедя
Ню Лебедя — звезда в созвездии Лебедя. Находится на расстоянии 374 световых года (114 парсек) от Земли. Относится к гигантам спектрального класса A.

## Характеристики
Ню Лебедя представляет собой звезду спектрального класса A0III. Ню Лебедя видна невооружённым глазом, поскольку имеет видимую звёздную величину 3,94. Светимость Ню Лебедя составляет 412 солнечных. Масса и радиус Ню Лебедя составляют 3,62 и 1,90 солнечных соответственно. Температура Ню Лебедя составляет 9462 кельвина.